# Mr. Big (groupe)
Pour les articles homonymes, voir Mr. Big.

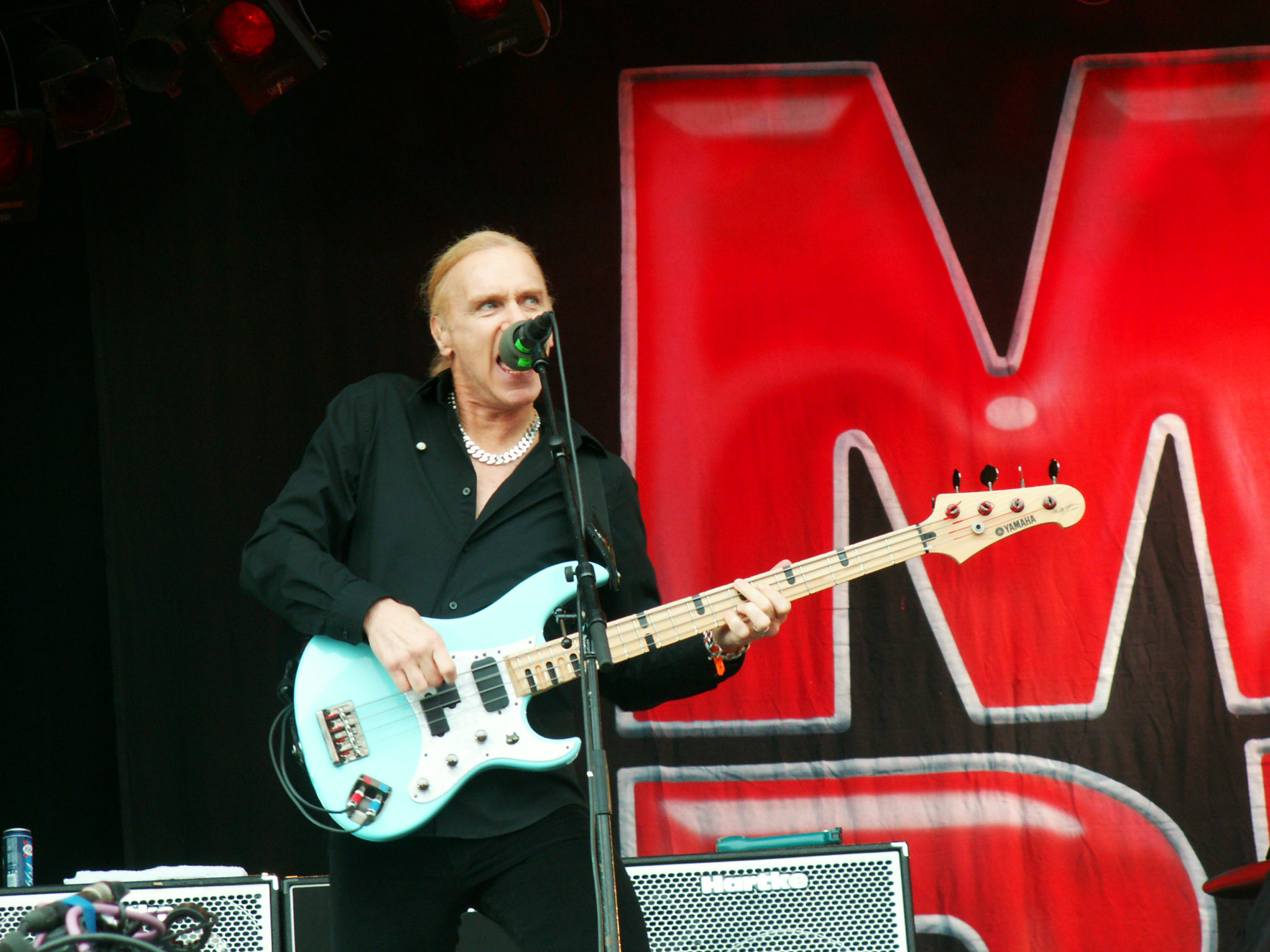
Mr. Big au Hellfest 2011.

Mr. Big est un supergroupe américain de hard rock, originaire de Los Angeles, en Californie. Formé en 1988, le groupe est un quatuor composé d'Eric Martin (chant), Paul Gilbert (guitare), Billy Sheehan (basse) et Pat Torpey (batterie). Le groupe est connu pour ses nombreux singles à succès dont sa pièce acoustique To Be with You, publiée en 1992.

## Historique

### Débuts et succès (1988–1997)
Mr. Big combine deux tendances populaires de la scène rock des années 1980 : un genre particulier de hard rock basé sur des mélodies et des refrains accrocheurs, et une technique impressionnante et omniprésente, qui sera plus tard appelée le shred[réf. nécessaire]. Les prémices du groupe se situent en 1988, quand Billy Sheehan (bassiste de Steve Vai) quitte le groupe de David Lee Roth (également avec Steve Vai). Presque immédiatement après cette séparation, Sheehan commence à réunir des musiciens avec l'aide de Mike Varney de Shrapnel Records, un label spécialisé dans le shred. Sheehan ignore alors qu'il va fonder l'un des supergroupes les plus reconnus aux États-Unis.
Le groupe est géré par Walter Herbert (ancien manager de Journey et Santana) et composé de Paul Gilbert (ex-Racer X) à la guitare, Pat Torpey à la batterie et du chanteur Eric Martin. En 1989, un contrat est déjà signé avec Atlantic, qui conduit à la sortie de l'album éponyme la même année. Malgré un certain effet de buzz parmi le public des musiciens, l'album ne marque pas le grand public ; toutefois, Mr. Big rencontre un succès immédiat au Japon.
La percée du groupe vient avec leur deuxième album, Lean into It, en 1991. Il comporte deux ballades qui valent au groupe le succès commercial : To Be With You et Just Take My Heart, tout comme des morceaux plus rock qui restent des classiques du genre comme Green-Tinted Sixties Mind. D'autres albums suivent, Bump Ahead en 1993 et Hey Man en 1996, mais ces albums n'égalent jamais le succès du premier sur le marché américain. Le groupe contribue aussi à la bande originale du jeu vidéo The Amazing Spider-Man vs. The Kingpin, publié par Sega en 1993. Le morceau Take Cover est inclus dans la bande originale du film Official MegaMan en 1995. Au Japon pourtant, le groupe continue à effectuer des concerts, d'où la parution de plusieurs albums live au Japon au cours de leur carrière, Raw Like Sushi en 1990 et Mr. Big in Japan en 2002.

### Départ de Gilbert et séparation (1997–2002)
Paul Gilbert quitte le groupe en 1997 afin de poursuivre sa carrière solo et de finalement reformer Racer X. Richie Kotzen, autre artiste Shrapnel et ex-guitariste de Poison, est enrôlé en remplacement, participant occasionnellement comme choriste. Deux albums studio sont réalisés avec cette formation — Get Over It en 2000 et Actual Size en 2001 — ce dernier contient le single Shine, utilisé comme générique de la série d'animation Hellsing.
Des tensions au sein du groupe amènent sa fin. Les obligations contractuelles pour une autre tournée nippone sont remplies sous forme d'une tournée d'adieu. Le groupe se sépare en 2002, nombre d'années après le dernier succès aux États-Unis, mais rencontrant toujours un franc succès au Japon. Tous les anciens membres du groupe ont rejoint d'autres projets musicaux.

### Réunion etWhat If...(2009–2013)
Le 7 mai 2008, une « presque réunion » de Mr. Big s'effectue lors du concert de Paul Gilbert à « the House of Blues », à West Hollywood en Californie. Paul invita Billy Sheehan, Pat Torpey et Ritchie Kotzen à le rejoindre sur scène. Ils jouèrent deux morceaux, 30 Days in the Hole (Humble Pie/avec Ritchie Kotzen au chant) et Daddy, Brother, Lover, Little Boy (avec Gilbert et Mike Szuter, chanteur de Paul Gilbert, au chant).
Mr. Big annonce son retour début 2009 pour une tournée dans le courant de l'année, avec sa formation originale. Pour les vingt ans du groupe, le live du Budokan, Nippon Budokan (20 juin 2009), est filmé puis sort en DVD/CD. En 2010, Mr. Big annonce la sortie d'un nouvel album studio, What If..., prévue le 21 janvier 2011, soit dix ans après celle de son prédécesseur, Actual Size. La production de l'album est assurée par Kevin Shirley (Aerosmith, Rush, Iron Maiden, Dream Theater). Le premier single extrait de l'album, Undertow, est publié le 27 novembre 2010.
Le 10 mai 2011, Mr. Big joue à l'Araneta Coliseum de Manille, aux Philippines. Le groupe joue plusieurs chansons de Lean into It et intronise plusieurs chansons de What If. En juillet 2011, la chanson Colorado Bulldog de leur album Bump Ahead est utilisée pour le premier épisode de la série d'animation japonaise Kami-sama no Memo-chō.

### The Stories We Could TelletDefying Gravity(depuis 2014)
Mr. Big publie son huitième album, The Stories We Could Tell, le 30 septembre 2014 chez le label Frontiers Records, produit par Pat Regan. Pat Torpey souffrant de la maladie de Parkinson, il ne peut jouer de la batterie sur l'album et meurt le 7 février 2018. 
En 2016, Mr. Big annonce un nouvel album pour 2017. Ce neuvième album, intitulé Defying Gravity, sort le 7 juillet 2017.
Le groupe publie le 12 juillet 2024 son dixième album, intitulé Ten.

## Membres
- Eric Martin – chant (1988–2002, depuis 2009)
- Pat Torpey – batterie, percussions (1988–2002, 2009-2018)
- Billy Sheehan – basse (1988–2002, depuis 2009)
- Paul Gilbert – guitare (1988–1997, depuis 2009)

### Ancien membre
- Richie Kotzen – guitare (1999-2002)

### Membre de tournée
- Matt Starr – batterie, chœurs (depuis 2014)

## Discographie

### Albums studio
- 1989 : Mr. Big
- 1991 : Lean into It
- 1993 : Bump Ahead
- 1996 : Hey Man
- 2000 : Get Over It
- 2001 : Actual Size
- 2011 : What If...
- 2014 : ...The Stories We Could Tell
- 2017 : Defying Gravity
- 2024 : Ten

### Compilations / Rééditions
- 1996 : Big Bigger Biggest: Greatest Hits
- 2000 : Deep Cuts
- 2004 : Greatest Hits
- 2021 : Lean into It (Réédition 30ème anniversaire inclus l'album original + 16 titres bonus dont inédits)

### Albums live
- 1989 : Raw Like Sushi
- 1990 : Mr. Big Live (live à San Francisco)
- 1992 : Raw Like Sushi II
- 1994 : Japandemonium: Raw Like Sushi 3
- 1996 : Channel V at the Hard Rock Live
- 1997 : Live at Budokan
- 2002 : In Japan
- 2009 : Back to Budokan[8]

### Singles
- 1989 : Addicted to That Rush
- 1991 : Green-Tinted Sixties Mind
- 1992 : To Be with You, Just Take My Heart
- 1993 : Wild World
- 1994 : Ain't Seen Love Like That
- 1996 : Take Cover
- 1997 : Not One Night
- 2000 : Superfantastic, Static, Where Are They Now
- 2001 : Shine, Arrow